# 효공왕
효공왕(孝恭王, 885년 ~ 912년 음력 4월)은 신라의 제52대 국왕(재위 : 897년 음력 6월 1일 ~ 912년 음력 4월)이다.

## 개요
헌강왕의 아들이며, 고모인 진성여왕에 의해 태자로 책봉되고 진성여왕의 양위를 받아 즉위하였다. 효공왕을 끝으로 내물 마립간부터 550여년간 이어져 온 김씨에 의한 독점적 왕위 세습이 종료되었다. 
대내적으로는 진성여왕대에 발생한 농민 반란을 시작으로 도적들이 곳곳에서 봉기하고 지방 호족 세력이 성장함에 따라 신라는 지방의 통제권을 잃었다. 호족들은 6두품과 결속하여 각 지역을 통솔하는 군사력을 갖춘 지방 세력으로 성장하였다.
대외적으로는 견훤의 후백제와 궁예의 후고구려가 정립하여 후삼국 시대로 접어들게 되었다. 재위 기간 중 견훤과 궁예의 공격을 받아 수도 금성과 삽량주 일대를 제외한 대부분의 영토를 상실하였다.

## 생애

### 탄생과 태자 책봉
효공왕의 이름은 요(嶢)이며 헌강왕의 서자로 태어났다. 헌강왕이 길을 가던 중 아름다운 자태의 여인을 보고 여인을 불러내어 유궁에서 야합하였고, 이후 효공왕이 태어났다. 《삼국사기》에 기록된 중대와 하대의 신라 국왕 중 어머니가 귀족이나 왕족이 아닌 평민 출신인 경우는 효공왕의 어머니가 유일하다. 효공왕은 장성하면서 체격이 크고 용모가 걸출하였다.
효공왕의 출생년도는 기록되어 있지 않지만, 최치원의 문집인 《최치원문집(崔致遠文集)》 제2권 중 당나라에 올리는 표문을 기록한 「납정절표(納旌節表)」에서 나이를 추정할 수 있다.
 
“신(진성여왕)의 맏형인 국왕 정(晸, 헌강왕)이 지난 광계(光啓) 3년(886년) 7월 5일에 갑자기 성스러운 시대를 버렸으나,
 신의 조카 요(嶢, 효공왕)는 태어나 아직 돌이 되지 않았으므로,
 신의 둘째 형인 황(晃, 정강왕)이 임시로 나라를 다스리다가, 또한 1년을 넘기지 못하고 멀리 세상을 떠났습니다.”

 — 「납정절표(納旌節表)」
이 기록을 통해 효공왕은 885년 8월에서 886년 7월 사이에 태어났고, 태어난지 1년이 되지 않은 시점에서 아버지 헌강왕이 사망했음을 알 수 있다.
895년(진성여왕 9년) 10월, 진성여왕은 효공왕을 입궁하게 한 뒤 태자로 책봉하였다.

### 내치
897년(진성여왕 11년) 6월, 진성여왕은 자신의 부덕함을 이유로 왕위를 조카인 효공왕에게 양위하였다. 즉위 후 효공왕은 대사면령을 내려 죄수들을 사면하고 문무백관의 작위를 한 계급씩 올려주었다.
898년(효공왕 2년), 어머니 김씨를 의명왕태후(義明王太后)로 추존하였으며, 서불한 준흥과 아찬 계강을 각각 상대등과 시중으로 임명하였다. 899년(효공왕 3년), 이찬 박예겸의 딸 박씨를 왕비로 책봉하였다.
902년(효공왕 6년), 매형인 대아찬 효종을 시중으로 임명하였고 906년(효공왕 10년)에는 파진찬 김성(金成)을 상대등으로 임명하였다.

### 후백제와 후고구려의 침략
892년(진성여왕 6년) 거병한 견훤은 후백제를 건국하였고, 신라 왕실의 후예인 궁예 또한 901년(효공왕 5년) 후고구려를 건국하면서 후삼국 시대가 시작되었다.
효공왕 시대에는 지방 호족들의 군웅 할거가 본격화되었으며 해마다 견훤과 궁예의 침략을 받게 되었다.
898년(효공왕 2년) 7월, 궁예에 의해 패서도와 한산주의 성 30여곳을 빼앗겼으며, 900년(효공왕 4년), 10월에는 국원(國原, 충주)과 청주(靑州, 청주), 괴양(槐壤, 괴산)의 도적 두목이 궁예에게 성을 바치고 투항하였다.
901년(효공왕 5년) 8월에는 견훤이 대야성을 공격했으나 함락시키지 못하고 남쪽으로 군사를 돌려 인근 부락을 약탈하였다.
904년(효공왕 8년), 궁예는 국호를 고구려에서 마진(摩震)으로 바꿨으며, 패서도의 10개 주와 현이 궁예에게 투항하였다. 905년(효공왕 9년) 8월, 궁예의 군대가 죽령 동북 지역을 점령하였다. 계속되는 침략에 효공왕은 맞서 싸우지 말고 성을 굳게 지키도록 명령하였다.
 
왕이 국토가 날마다 줄어든다는 말을 듣고 매우 걱정하였으나 방어할 능력이 없으므로,
모든 성주들에게 나가서 싸우지 말고 성벽을 굳게 지키도록 명령하였다.

 — 《삼국사기》 권12,
신라본기 제12, 효공왕 8년
907년(효공왕 11년), 견훤의 후백제군에 의해 일선군(一善郡, 선산읍) 이남의 10개 성을 모두 빼앗겼다. 911년(효공왕 15년)에는 궁예가 국호를 마진에서 태봉(泰封)으로 고쳤다.

### 최후
911년(효공왕 15년), 효공왕이 천한 첩에게 빠져 정사를 돌보지 않자 은영(殷影)이 간언하였다. 효공왕이 은영의 간언을 듣지 않자 은영이 첩을 잡아 죽였다.
912년(효공왕 16년) 4월, 사망하였다. 시호는 효공(孝恭)이며, 사자사(師子寺) 북쪽에 장사 지냈다. 사망 당시의 나이는 27세였다. 효공왕이 아들 없이 사망하여 왕위는 헌강왕의 사위이자 효공왕의 매형인 박경휘(신덕왕)가 계승하였다.

## 가족 관계
- 아버지 : 헌강왕(憲康王, ?~886)
- 어머니 : 의명왕태후(義明王太后) 김씨(金氏)
  - 이복 누이 : 의성왕후(義成王后) - 경명왕과 경애왕의 어머니
  - 이복 누이 : 계아태후(桂娥太后) - 경순왕의 어머니
- 왕비 : 박씨(朴氏) - 박예겸의 딸

## 효공왕이 등장하는 작품
- 《태조 왕건》 (KBS, 2000년~2002년, 배우 : 한근욱)

## 같이 보기
- 발해
  - 대위해 (895년 - 906년)
  - 대인선 (907년 - 926년)
- 태봉
  - 궁예 (901년 - 918년)
- 후백제
  - 견훤 (892년 - 935년)